# Alan Turing
Alan Mathison Turing (Maida Vale, 23 de juny de 1912 - Wilmslow, 7 de juny de 1954) fou un científic, matemàtic, lògic, criptoanalista, biomatemàtic i maratonià britànic. Va treballar en camps com la informàtica teòrica, la criptoanàlisi o la intel·ligència artificial. És considerat el pare de la informàtica moderna.
Algunes de les seves principals aportacions a la informàtica teòrica i a la intel·ligència artificial van ser la màquina de Turing, la computabilitat universal o el test de Turing. Sota els serveis d'intel·ligència britànics, i al llarg de la Segona Guerra Mundial, va treballar a Bletchley Park, el centre de criptografia britànic, on va dirigir durant un temps el Hut 8, la secció responsable de la criptoanàlisi naval alemanya. Va desenvolupar unes quantes tècniques per desxifrar els codis alemanys, inclosa la "bomba", una màquina electromecànica que podia desxifrar el codi de la màquina alemanya de criptografia Enigma. Això va ser crucial per al desenvolupament de la Batalla de l'Atlàntic. Va ser el primer científic que va usar computadores amb aplicacions a la matemàtica.
Va ser perseguit el 1952 pel servei d'intel·ligència britànic a causa de la seva homosexualitat. Per no anar a la presó, Turing va acceptar sotmetre's a un tractament d'hormones (estrògens) que s'utilitzava en aquella època per la reorientació sexual. Turing va acabar suïcidant-se el 1954 menjant-se una poma amb cianur.
El 10 de setembre de 2009, després d'una campanya a Internet, el primer ministre britànic Gordon Brown es va disculpar per la forma en què Turing va ser tractat després de la guerra.
El 2019 el banc d'Anglaterra va anunciar que els nous bitllets de 50 lliures (en circulació a partir de 2021) portarien la imatge de Turing.

## Infantesa i joventut

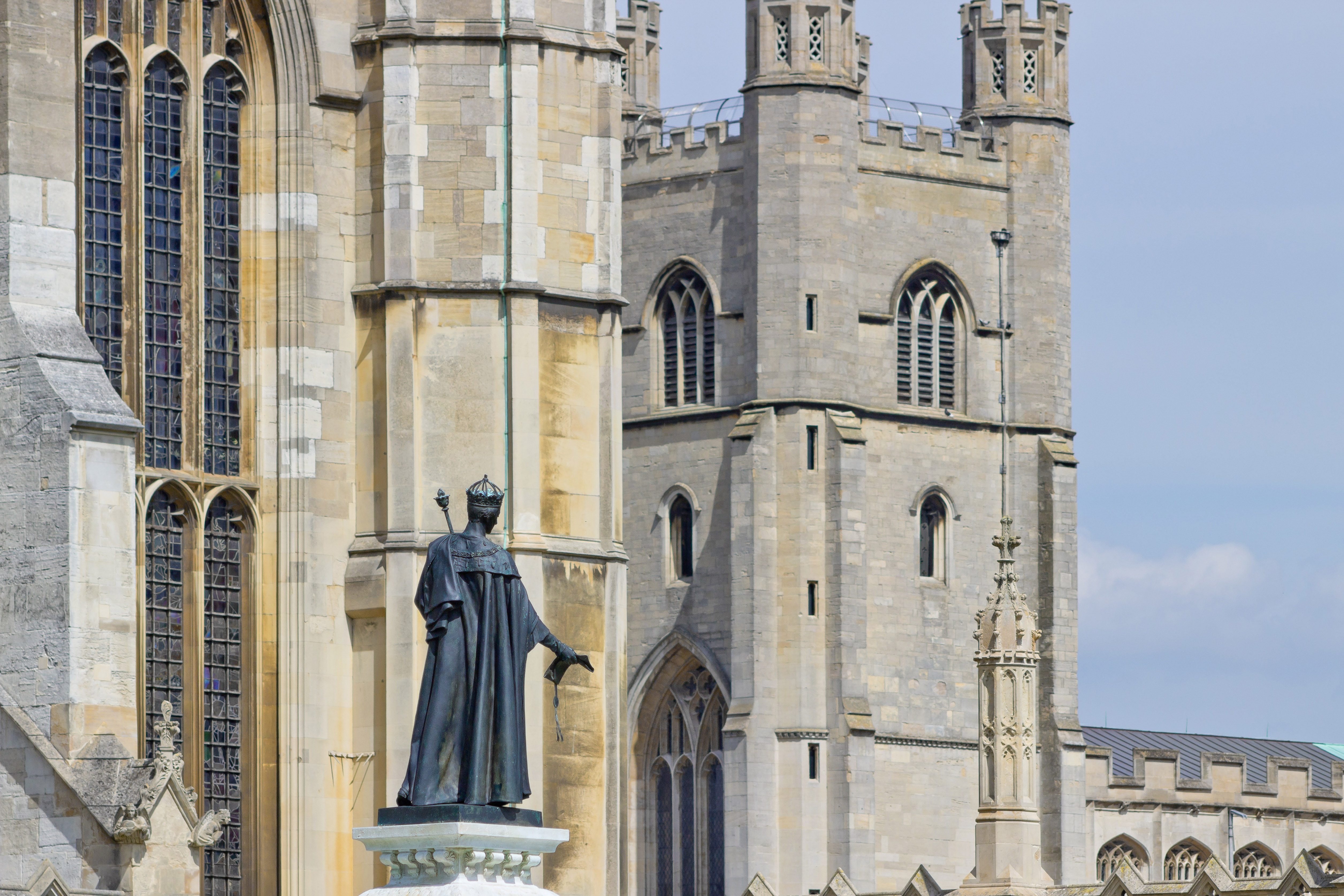
King's College, Cambridge, on Turing era estudiant l'any 1931 i es va convertir en becari el 1935. L'aula d'informàtica porta el seu nom.

El seu pare, Julius Mathison Turing, era un alt funcionari a l'Índia, llavors colònia britànica, i la seva mare era filla de l'enginyer en cap dels Ferrocarrils de Madras. Volien educar-lo a Anglaterra i, per tant, van tornar a Maida Vale, Londres, on va néixer Alan Turing el 23 de juny de 1912, en un edifici que ara és l'hotel Colonnade. Com que el pare continuava tenint feina a l'Índia, durant la seva infantesa els seus pares estaven entre Guildford (Surrey) i l'Índia, deixant-lo a ell i el seu germà gran John a càrrec d'amics a Hastings, Anglaterra. Ben aviat, Turing va mostrar senyals del seu geni.
El 1926, a l'edat de 14 anys, va ingressar a l'escola Sherborne, un internat prestigiós i car de Dorset. El seu primer dia d'escola va coincidir amb una vaga general al Regne Unit, però estava tan decidit a començar les classes, que va recórrer tot sol en bicicleta els aproximadament 100 km des de Southampton fins a l'escola.
No obstant això, no va encaixar massa bé dins aquella escola, que posava molt més èmfasi en l'estudi dels clàssics que no pas en les seves inclinacions naturals per les matemàtiques i la ciència. El director de l'escola va escriure als seus pares:" Espero que no es quedi entre dues escoles. Si s'ha de quedar a l'internat, ha d'aspirar a convertir-se en educat. Si només ha de ser un Especialista Científic, està perdent el temps en una escola com aquesta."
Malgrat tot, Turing va continuar destacant en les seves assignatures preferides, resolent problemes avançats el 1927 sense ni tan sols haver estudiat càlcul. Als 16 anys, va descobrir l'obra d'Albert Einstein; la va entendre, i fins i tot va extrapolar que Einstein qüestionava les lleis de Newton a partir d'un text on això no era explícit.
Durant la seva estada a l'escola, va desenvolupar una bona amistat amb un company un any més gran, Christopher Morcom, que va ser el seu primer amor (encara que no va ser correspost). Morcom va morir de sobte, al principi del seu últim any a Sherborne, per complicacions de la tuberculosi bovina, que havia contret per beure llet de vaca infectada de petit. Aquest fet li va fer perdre la fe en Déu, i es va fer ateu. Es va convèncer que tots els fenòmens, fins i tot el funcionament del cervell humà, havien de ser materialistes.

## La universitat i els treballs sobre computabilitat

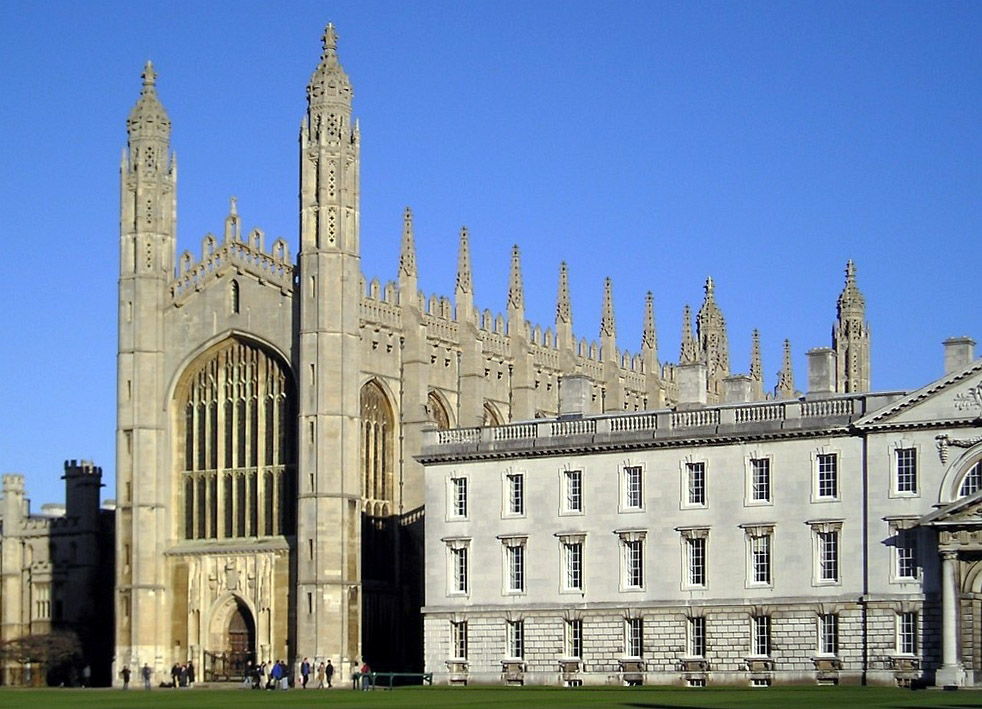
El King's College de Cambridge, on va estudiar el 1931 i es va convertir en membre el 1935. La seva sala d'informàtica porta actualment el seu nom.

A causa del seu baix rendiment en estudis clàssics, no va aconseguir una beca per al Trinity College i va anar a la seva segona opció, el King's College, Cambridge. Va estudiar-hi del 1931 al 1934, llicenciant-se amb nota, i el 1935 va ser escollit "fellow" de King's per la seva tesina sobre el teorema del límit central.
En el seu article transcendental "On Computable Numbers, with an Application to the Entscheidungsproblem" (Sobre els Nombres Calculables, amb una Aplicació a l'Entscheidungsproblem) (presentat el 28 de maig 1936), Turing va aprofitar els resultats de 1931 de Kurt Gödel sobre els límits de la prova i la computació, reemplaçant el llenguatge formal que havia fet servir Gödel pel que ara s'anomenen màquines de Turing, dispositius formals i senzills. Va demostrar que una màquina d'aquest tipus podria ser capaç de resoldre qualsevol problema matemàtic concebible si es podia representar en forma d'algorisme. A continuació va demostrar que no hi havia solució a l'Entscheidungsproblem justificant que el problema de la parada és no decidible: no és possible de decidir, en general, de forma algorísmica, si una màquina de Turing donada s'aturarà mai.
Encara que la seva demostració es va publicar després de la d'Alonzo Church, que és equivalent respecte al seu càlcul lambda, el treball de Turing és considerablement més accessible i intuïtiu. També era original en la noció d'una 'Màquina Universal', el fet que aquesta màquina pogués dur a terme les tasques de qualsevol altra màquina. Encara avui en dia, les màquines de Turing són eines centrals dins de la teoria de la computació. L'article també introdueix la noció de nombres definibles.
Des de setembre de 1936 fins al juliol de 1938 va ser a l'Institut d'Estudis Avançats, a la Universitat de Princeton, estudiant sota la direcció d'Alonzo Church. A part de la feina purament matemàtica, va estudiar criptologia i va construir tres de les quatre etapes d'un multiplicador binari electromecànic. El juny de 1938 es va doctorar a Princeton; la seva tesi introduïa la noció de la computació relativa, on les màquines de Turing s'augmenten amb les anomenades "màquines oracle", cosa que permet l'estudi de problemes que no pot resoldre una màquina de Turing.
Després de doctorar-se, va tornar a Cambridge, on va discutir amb Ludwig Wittgenstein sobre els fonaments de la Matemàtica. Turing defensava el formalisme i Wittgenstein adduïa que la Matemàtica no descobreix veritats absolutes sinó que les inventa. També va començar a treballar a temps parcial amb l'Escola de Codis i Xifres del Govern (GCCS).

## Criptoanàlisi

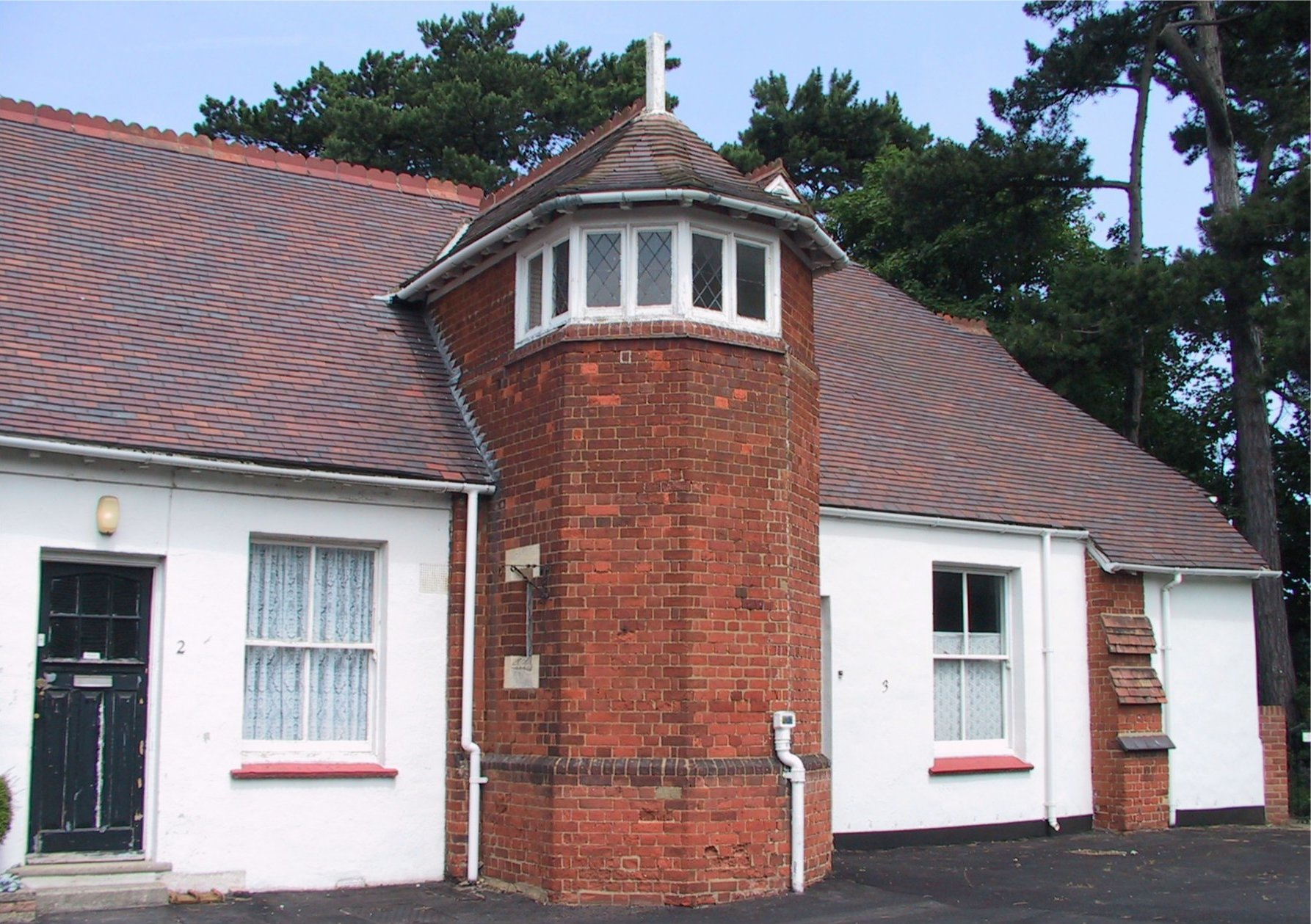
Edificis de Bletchley Park. Turing hi va treballar entre 1939 i 1940 fins que es va traslladar a l'edifici 8

Durant la Segona Guerra Mundial, Turing va participar de forma decisiva en la feina duta a terme a Bletchley Park per desxifrar els codis alemanys. A partir dels resultats obtinguts a Polònia per Marian Rejewski, Jerzy Różycki i Henryk Zygalski de l'Oficina de Codis polonesa abans de la guerra, va contribuir amb algunes idees per desxifrar tant la màquina Enigma com el codi Lorenz SZ 40/42, i va ser, durant un temps, el cap del Hut 8, la secció responsable de la lectura dels senyals navals alemanys.
Des de setembre de 1938, Turing havia treballat a temps parcial per al GCCS, l'organització britànica encarregada de desxifrar codis. Va treballar en el problema de la màquina Enigma alemanya, i va col·laborar amb Dilly Knox, un veterà de la descodificació. El 4 de setembre de 1939, l'endemà de la declaració de guerra del Regne Unit a Alemanya, Turing es va presentar a Bletchley Park, la seu durant la guerra del GCCS.

### Bomba Turing–Welchman

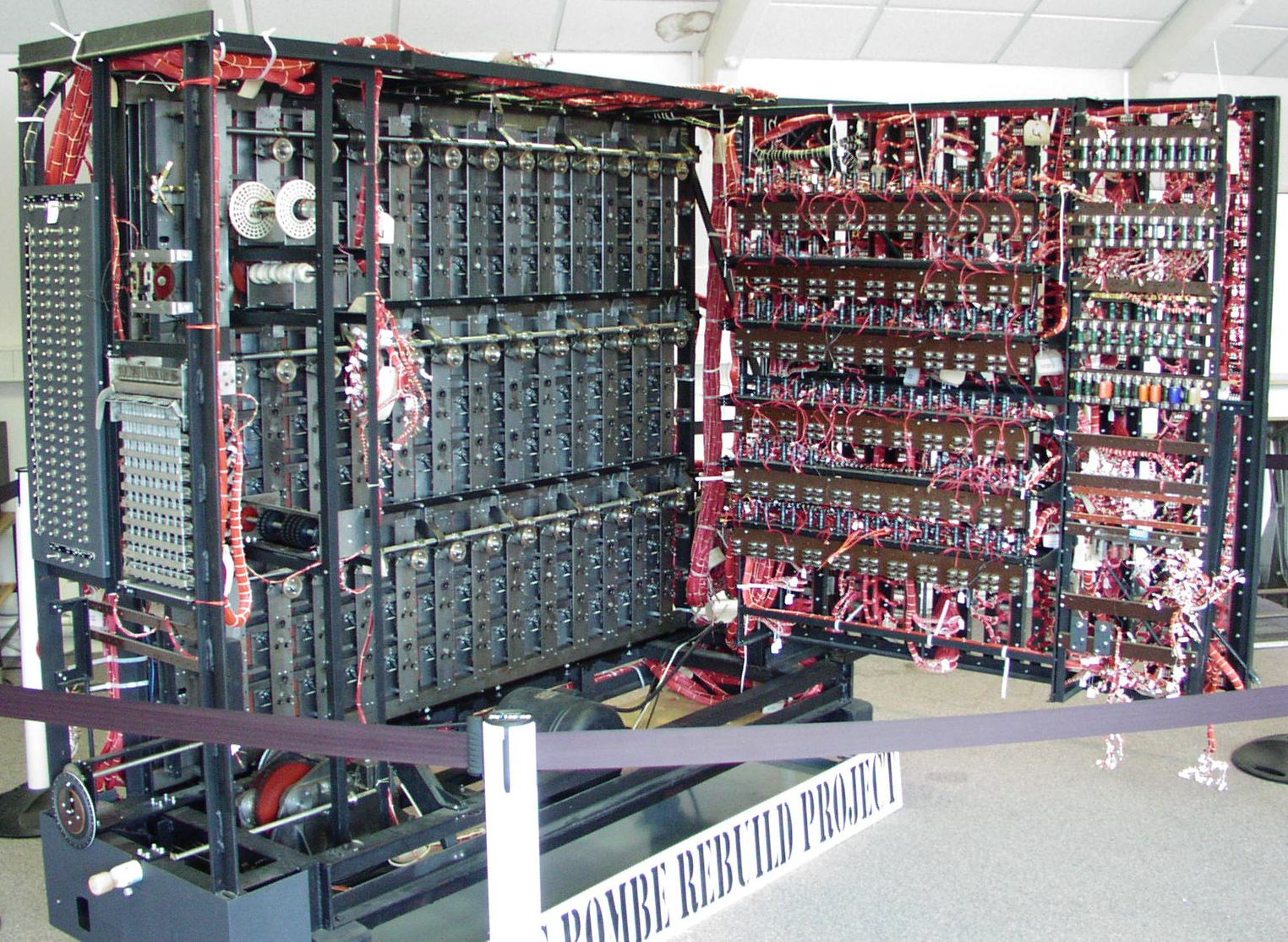
Rèplica d'una màquina bomba

A les poques setmanes de la seva arribada a Bletchley Park, Turing havia dissenyat una màquina electromecànica que podia desxifrar el codi Enigma més ràpid que la bomba polonesa de 1932. Aquesta màquina ("bombe"), amb una millora suggerida pel matemàtic Gordon Welchman, es va convertir en una de les eines principals, i la més automatitzada, que es va fer servir per atacar el tràfec de missatges codificats amb Enigma.
El professor Jack Good, un altre criptoanalista que va treballar amb Turing a Bletchley Park, va dir més endavant: "La contribució més important que va fer Turing, crec, va ser part del disseny de la bomba, la màquina criptoanalítica. Va tenir la idea que podies fer servir, en pràctica, un teorema de Lògica que sona força absurd per als profans; en concret, que a partir d'una contradicció, pots deduir-ho tot."
La bomba buscava les posicions possiblement correctes utilitzades per codificar un missatge Enigma (és a dir, ordre dels rotors, posició dels rotors, etc.) i feia servir una "falca" (en slang anglès, "crib"): un text curt que fos probablement part del missatge. Per cada posició possible dels rotors (que tenien d'aproximadament 1019 estats, o 1022 per les Enigma dels submarins, que al final tenien quatre rotors en comptes dels tres de les altres Enigma), la bomba duia a terme una cadena de deduccions lògiques basades en la falca, implementades elèctricament. La bomba detectava quan es trobava una contradicció, i descartava aquella posició, passant a la següent. La majoria de les configuracions causaven contradiccions i es descartaven, deixant-ne només unes quantes que s'havien d'investigar en detall. La bomba de Turing es va instal·lar el 18 de març de 1940. Cap al final de la guerra, hi havia més de dues-centes bombes funcionant.

### La Cabana 8 i l'Enigma Naval
El desembre de 1939 Turing va resoldre el sistema d'indicadors de l'Enigma naval, que era matemàticament més complex que els sistemes d'indicadors que feien servir els altres serveis. Turing també va idear una tècnica estadística bayesiana que va anomenar "Banburismus" per ajudar a descodificar l'Enigma naval. El Banburismus podia descartar certs ordres dels rotors de l'Enigma, reduint així el temps que calia per provar les posicions a les bombes.
A la primavera de 1941, Turing va proposar casar-se a una companya de la Cabana 8, Joan Clarke, però el compromís es va trencar de mutu acord a l'estiu.
El juliol de 1942, Turing va idear una tècnica anomenada Turingismus o Turingery per atacar la xifra Lorenz utilitzada per la nova màquina alemanya Geheimschreiber ("escriptor secret") que era una de les anomenades "Fish" (peix). També va presentar l'equip Fish a Tommy Flowers, que sota el guiatge de Max Newman, va construir més endavant l'ordinador Colossus, el primer ordinador electrònic digital i programable del món, que va substituir màquines anteriors més simples (inclosa la "Heath Robinson"). La major velocitat del Colossus va permetre d'aplicar les tècniques de desencriptació de força bruta de forma útil, fins i tot amb codis que canviaven cada dia. Hom creu sovint que Turing va ser una figura clau en el disseny del Colossus, però no va ser així.
Mentre treballava a Bletchley, Turing, que era un corredor de fons notable, de tant en tant anava corrent fins a Londres (a 40 km) quan havia d'assistir a reunions d'alt nivell.
Turing va viatjar als Estats Units el novembre de 1942, i va treballar amb criptoanalistes americans sobre l'Enigma naval i la construcció de bombes a Washington, i va ajudar els Bell Labs a desenvolupar dispositius de securització de la parla. Va tornar a Bletchley Park el març de 1943. Durant la seva absència, el Coronel Hugh Alexander havia assumit oficialment el càrrec de cap de la Cabana 8, encara que Alexander havia estat el cap de facto durant cert temps, ja que Turing posava poc interès en el dia a dia de la secció. Turing va esdevenir consultor general de criptoanàlisi a Bletchley Park.
Cap a la part final de la guerra, va traslladar-se per treballar a Hanslope Park, on va millorar els seus coneixements d'electrònica amb l'ajut de l'enginyer Donald Bailey. Junts van dedicar-se al disseny i construcció d'una màquina portàtil per securitzar les comunicacions de veu el nom en clau de la qual era Delilah. Estava pensada per diferents aplicacions, però no es podia utilitzar en transmissions de ràdio a llarga distància, i de totes maneres, es va acabar massa tard per fer-se servir durant la guerra. Encara que Turing va fer demostracions als oficials encriptant i desencriptant una gravació d'un discurs de Winston Churchill, Delilah no es va adoptar.
El 1945, se li va atorgar l'Orde de l'Imperi Britànic pels seus serveis en temps de guerra, però la seva tasca va quedar en secret durant molts anys. Una biografia publicada per la Royal Society poc després de la seva mort només deia:
| « | Tres articles destacables escrits poc abans de la guerra, sobre tres temes matemàtics diversos, mostren la qualitat de la feina que hauria pogut aconseguir si s'hagués pogut dedicar a algun problema important en aquell moment crític. Se'l va condecorar per la seva tasca al Foreign Office. | » |
| — | |   |

### El mètode Turing
El juliol del 1942, Turing va idear una tècnica coneguda com “El mètode Turing”, també anomenat informalment Turingisme, per utilitzar-lo contra el “Xifrat Lorenz” produït per la màquina d’escriptura secreta almanya, Geheimschreiber.
Es tractava d'una tele impressora amb nou clau “Tunny a Bletchley Park” amb un xifrat de rotor incorporat.
Funcionava mitjançant un mètode de trencament de rodes, és a dir, un procediment per calcular els ajustaments de les rodes de la teleimpresora Tunny. El mètode Turing va permetre que les tècniques de desxifrat estadístic s'aplicaren de manera subtils als missatges.
Es va presentar aquest projecte a Tommy Flowers, baix la guia de Max Newman, qui va crear l’ordinador Colossus, el primer ordinador electrònic digital proglamable del món, el qual va substituir una màquina anterior més senzilla, la Heath Robinson, superant la velocitat màxima de la qual. S'ha dit erròneament que Turing va ser una figura clau en el disseny d’ordinador Colossus Turingery, tant ell com l'enfocament estadístic de Banburismus van alimentar el pensament sobre la criptoanàlisi del xifrat de Lorenz, però Turing no va participar directament en la creació de Colussus.

### Delilah (màquina de comunicacions portàtil)
Després del seu treball als Laboratoris Bell dels Estats Units, Turing va perseguir la idea de l'encriptació electrònica en la parla en el sistema telefònic. Durant el final de la guerra, es va traslladar a treballar per al Servei Secret de Seguretat de la Ràdio (més tard HMGCC) a Hanslope Park. Al parc, va desenvolupar el seu coneixement d'electrònica amb l'ajuda de l'enginyer Donald Bayley. Junts van emprendre el disseny i la construcció d'una màquina de comunicacions "secure voice" portàtil que va rebre el nom en clau Delilah. La màquina estava destinada a diferents aplicacions, però no tenia la capacitat d'ús amb transmissions de ràdio de llarga distància. En qualsevol cas, Delilah es va completar massa tard per ser utilitzat durant la guerra. Encara que el sistema va funcionar plenament, demostrat per Turing al ser capaç de xifrar i desxifrar un enregistrament d'un discurs de Winston Churchill, Delilah no va ser adoptat per al seu ús. Turing també va consultar amb els Laboratoris Bell sobre el desenvolupament de SIGSALY, un sistema "secure voice" que es va utilitzar en els últims anys de la guerra.

## Primers ordinadors i el Test de Turing
Del 1945 fins al 1947 va ser al National Physical Laboratory del Regne Unit, on va treballar en el disseny de l'ACE (Automatic Computing Engine, Motor de Càlcul Automàtic). Va presentar un article el 19 de febrer de 1946, que fa ser el primer disseny detallat d'un ordinador amb programa emmagatzemat. Encara que l'ACE era un disseny viable, el secret que envoltava el treball militar a Bletchley Park va comportar retards en l'inici del projecte i es va desil·lusionar. El desembre de 1947 va tornar a Cambridge per un any sabàtic. Mentre era a Cambridge, es va construir l'ACE pilot. Va executar el seu primer programa el 10 de maig de 1950.
El 1948 va ser nomenat reader (rang per damunt dels professors, però per sota dels catedràtics) del Departament de Matemàtiques de la Universitat de Manchester. El 1949 va obtenir el càrrec de subdirector del laboratori de càlcul de la Universitat de Manchester, i va treballar creant programari per un dels primers ordinadors autèntics — el Manchester Mark 1. Durant aquest temps, va continuar treballant en temes abstractes, i a l'article "Computing machinery and intelligence" (Maquinària de càlcul i intel·ligència) (publicat a la revista Mind, octubre de 1950), Turing atacava el problema de la intel·ligència artificial, i proposava un experiment conegut actualment com a test de Turing, per tal de definir un estàndard per tal d'anomenar "intel·ligent" a una màquina. La idea és que es podia dir que un ordinador "pensava" si era capaç d'enganyar a un interrogador i fer-li pensar que la conversa era amb un humà. A l'article, Turing suggeria que en comptes de construir un programa que simulés la ment humana, podria ser millor de fer-ne un de més senzill que simulés la ment d'un nen i llavors sotmetre'l a una etapa d'educació. Aquesta estratègia ha estat adoptada pel projecte Texai.org.

## Primer programa d'escacs per ordinador
El 1948, Turing, treballant amb el seu antic company, D.G. Champernowne, va començar a escriure un programa d'escacs per un ordinador que encara no existia. El 1952, en no tenir un ordinador prou potent per executar el programa, Turing va jugar una partida on simulava l'ordinador, trigant al voltant de mitja hora per cada moviment. La partida es conserva; el programa va perdre amb el company de Turing, Alick Glennie, encara que es diu que va guanyar una partida contra la dona de Champernowne.

### Escacs per ordinador actualment
Actualment els ordinadors juguen correctament als escacs. Això es fa gràcies a una idea que no es veritablement difícil. Se suposa que hi ha dos jugadors: H (per humà) i O (per ordinador).
L'ordinador simula a la seva memòria tots els moviments legals que podria efectuar atenint-se a les regles del escacs. Per a cadascun de els estats de la partida, O realitza a la seva memòria la resposta de H, simulant i recapitulant tots els moviments possibles que la persona podria fer. Una altra vegada per cada probabilitat de moviment de H l'ordinador simula tots els legals i els que pot utilitzar com a resposta.
Aquesta sèrie de moviments es repeteix successivament fins trobar estats de guanyador o perdedor, però per la memòria de l'ordinador aquests son impossibles. Per tant, O avalua cada estat de l'últim nivell explorat a on es diu "arbre de joc". Allà entren la quantitat, la posició i el tipus de peces del jugador humà. Mitjançant l'algoritme Minimax (o alfa-beta) es pot saber quin és el moviment que pot fer O a l'estat en el que es troba la partida, per arribar al millar estat que ha trobat a l'últim nivell desenvolupat, suposant sempre que H sempre escollirà les jugades que més afavoreixin el seu lloc al joc.

## Formació de patrons i biologia matemàtica
Turing va treballar des de 1952 fins a la seva mort el 1954 en el camp de la biologia matemàtica, més específicament la morfogènesi. Va publicar un article sobre el tema anomenat "La Base Química de la Morfogènesi" el 1952, proposant la seva hipòtesi sobre la formació de patrons. El seu interès principal en aquest camp era entendre la fil·lotaxi de Fibonacci, l'existència de nombres de Fibonacci en estructures de les plantes. Va utilitzar equacions de reacció-difusió, que ara són la base de la disciplina de formació de patrons. D'altres articles posteriors van romandre inèdits fins al 1992, quan es va publicar Collected Works of A.M. Turing.

## Castració química
L'homosexualitat era il·legal al Regne Unit i es considerava una malaltia mental i comportava sancions criminals. El 1952, Arnold Murray, un noi de 19 anys que Turing havia conegut feia poc, va ajudar un còmplice a robar a casa seva, i Turing va denunciar el delicte a la policia. Durant la investigació policial, Turing va reconèixer que tenia una relació sexual amb Murray, i llavors Turing i Murray van ser acusats d'indecència segons la secció 11 del Codi Penal. Turing va ser condemnat pel mateix crim que Oscar Wilde, més de cinquanta anys després.
Se'l va deixar triar entre la presó i la llibertat, condicionada a rebre un tractament hormonal dissenyat per reduir la libido. Per evitar la presó, va acceptar la castració química via injeccions d'estrogen que van durar un any. La seva condemna va comportar també que perdés el seu nivell de seguretat i, per tant, la feina de consultor criptogràfic per al govern. En aquella època, hi havia una forta alarma social per l'espionatge i l'acorralament homosexual per part d'agents soviètics, probablement a causa de les detencions dels primers membres del grup dels "cinc de Cambridge", Guy Burgess i Donald Maclean per ser agents dobles del KGB. Mai no se'l va acusar d'espionatge, però, com tothom que havia treballat a Bletchley Park, no podia parlar de la seva feina en temps de guerra.

## Mort

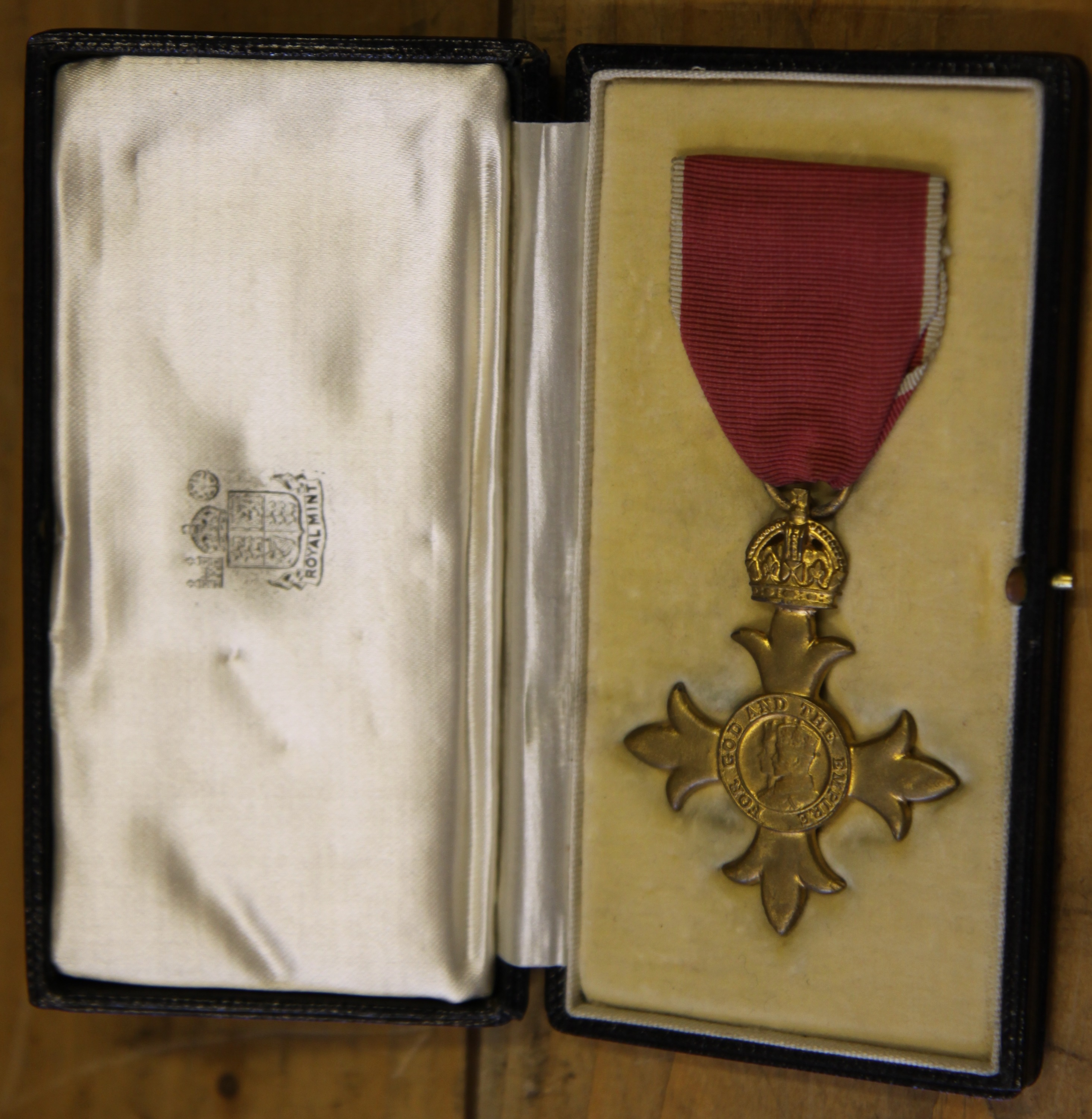
L'OBE de Turing es conserva actualment als arxius de la Sherborne School.

El 8 de juny de 1954, la dona de fer feines el va trobar mort; el dia abans havia mort per enverinament de cianur, aparentment per una poma coberta de cianur que va deixar a mig menjar al costat del llit. No es va analitzar la poma per buscar-hi cianur, però l'autòpsia va establir que la causa de la mort era enverinament per cianur. Es va classificar la mort com a suïcidi. La seva mare, això no obstant, deia que havia estat una ingestió accidental deguda a la manca de cura amb què emmagatzemava els productes químics del seu laboratori. El seu biògraf, Andrew Hodges, suggereix que va preparar el suïcidi de forma ambigua deliberadament, per donar a la seva mare algun motiu per no creure-ho. D'altres, suggereixen que Turing estava recreant una escena de Blancaneu, el seu conte favorit. També s'ha suggerit la possibilitat d'assassinat pel fet que s'hagués considerat l'homosexualitat de Turing com a risc de seguretat. Les seves restes mortals van ser incinerades al crematori de Woking el 12 de juny de 1954.
El primer logo històric d'Apple (1976-1998) era una poma mossegada que tenia els colors de l'arc de Sant Martí i en un cert moment es va especular amb el fet que podia ser un homenatge a la seva mort. Això va ser finalment desmentit tant pel dissenyador del logo com per la mateixa companyia.
Els Teòrics de la conspiració van destacar que la mort de Turing va provocar una gran preocupació a les autoritats britàniques. Els serveis secrets van témer que els comunistes reunissin homosexuals prominents amb la finalitat d'aconseguir recopilar informació, ja que Turing encara estava compromès i treballava per alts càrrecs, amb informació i materials de gran rellevància, quan ja s'havia reconegut com a homosexual i passava les seves vacances a països europeus prop de la teló d'acer. Per tant, segons aquesta teoria, és possible que els serveis secrets consideressin Turing com un risc massa gran per a la seguretat i és per això que podrien haver volgut assassinar una de les ments més brillants d'entre els seus treballadors.
També ha estat suggerit que la creença de Turing en l'endevinació i àmbits semblants podrien haver causat el seu estat de depressió. Quan era jove, una vident li hauria dit que seria un geni. A més, poc abans de la seva mort, durant una estada a St Annes-on-Sea amb la família Greenbaum, Turing va decidir consultar de nou un endeví, segons la filla dels Greenbaum, Barbara: "Però era un bonic dia assolellat i l'Alan estava de bon humor i alegre, així que vam marxar... Llavors ell va pensar que seria una bona idea anar a la Pleasure Beach a Blackpool. Vam trobar un lloc on feien endevinació[,] i l'Alan va dir que hi volia entrar[,] així que vam esperar que ell tornés... I aquest assolellat i alegre rostre s'havia convertit en un pàl·lid, sacsejant i esgarrifós gest. Alguna cosa li havia passat. No sabem què li va dir l'endeví[,] però evidentment ell va passar a estar completament trist. Crec que era probablement l'última vegada que el vam veure abans de sentir sobre el seu suïcidi."

## Llegat

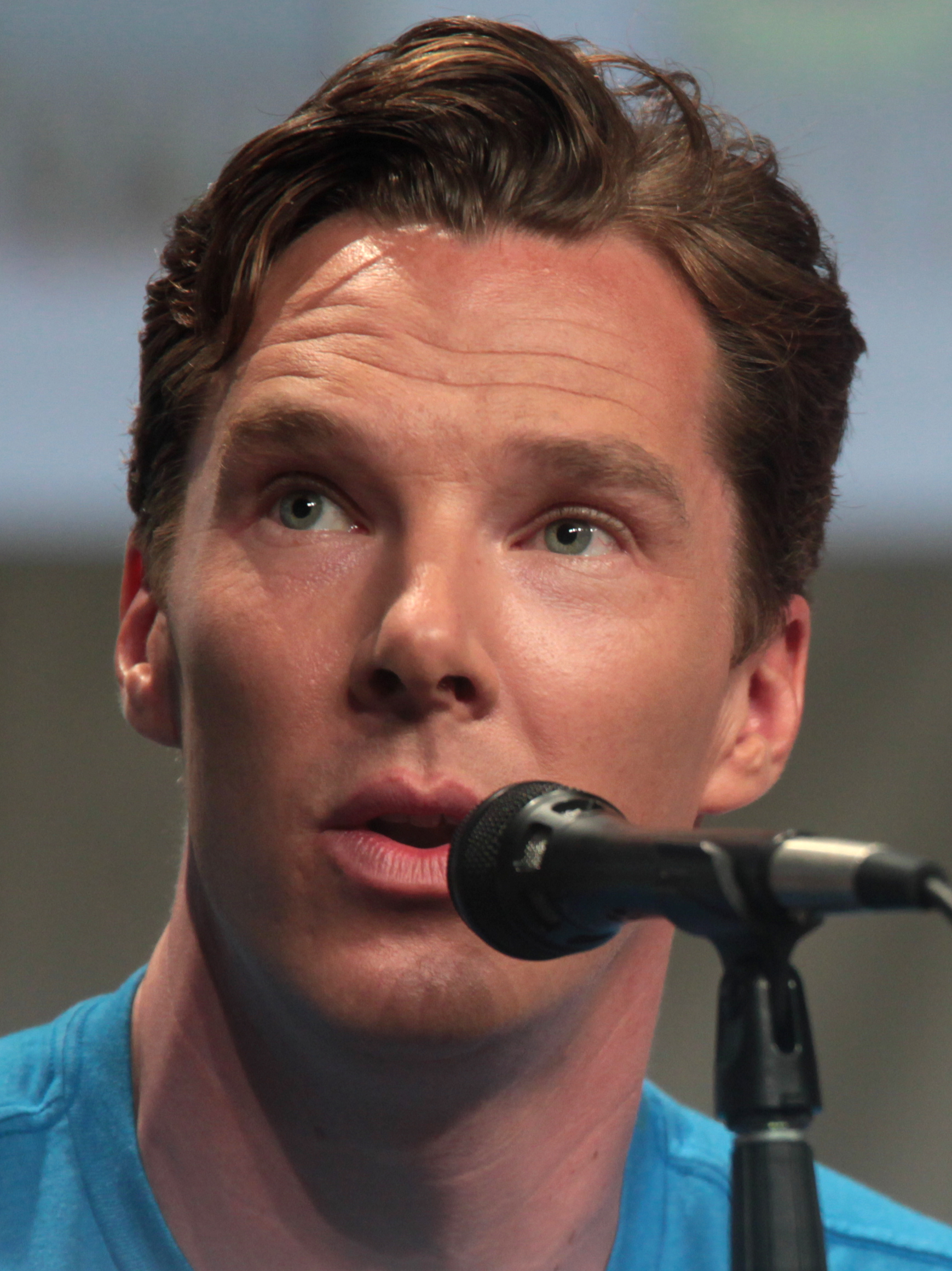
Benedict Cumberbatch interpreta Turing a la pel·lícula de 2014 The Imitation Game.

El 10 de setembre de 2009, el primer ministre del Regne Unit, Gordon Brown, demana disculpes al matemàtic pel tracte vexatori que va rebre per la seva homosexualitat, mig segle després de la seva mort, en un escrit al seu blog. Aquest escrit del primer ministre és el resultat d'una campanya de rehabilitació del matemàtic, posada en marxa per un altre expert en ordinadors, John Graham-Cumming, l'escriptor Ian McEwan i l'activista i defensor dels drets dels gais Peter Tatchell, amb el suport de milers de signatures adreçades a la pàgina web del 10 de Downing Street.
El primer ministre va admetre:
| «              | […] no és exagerat assegurar que, sense la seva increïble contribució, la història de la Segona Guerra Mundial hauria estat una altra. […] El deute de gratitud que tenim amb ell fa que sigui més horrible encara la inhumana manera com va ser tractat. […] En nom del govern britànic, i de tots aquells que viuen en llibertat gràcies a la feina de l'Alan, estic orgullós de dir: ho sentim, mereixies alguna cosa molt millor. | » |
| — Gordon Brown | |   |

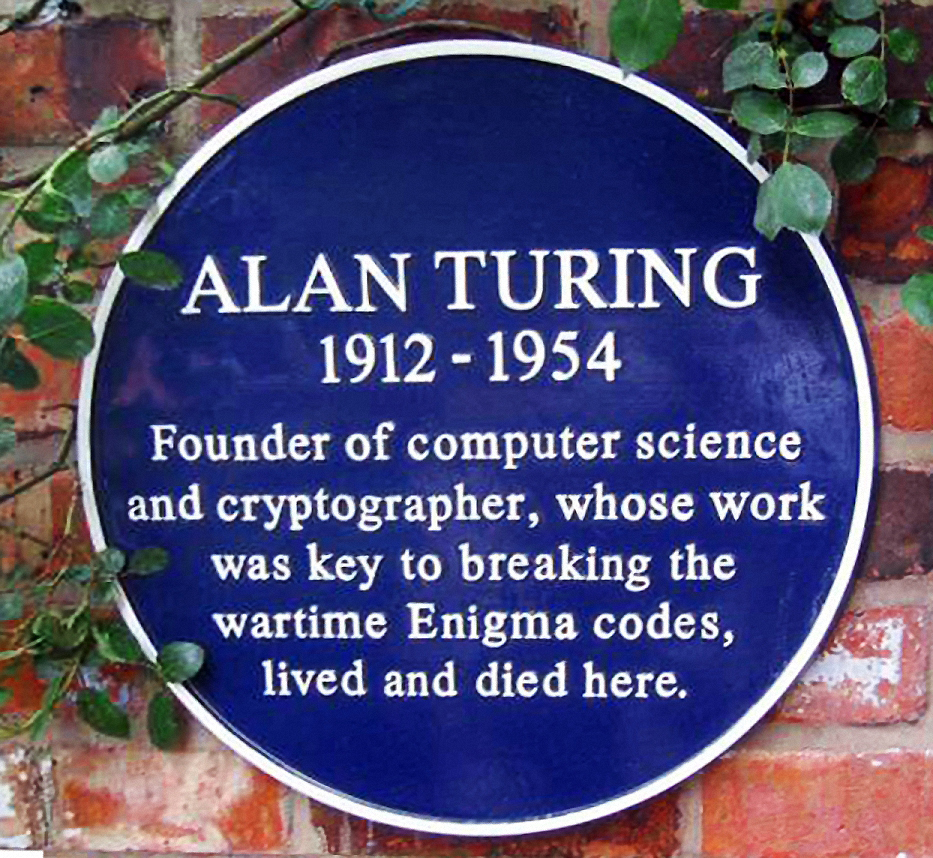
Placa commemorativa a l'antiga casa de Turing

L'any 2014 es va estrenar la pel·lícula The Imitation Game, interpretada per Benedict Cumberbatch, que s'inspira en la seva vida i la seva contribució a la Segona Guerra Mundial.

## Polèmica amb la representació de Turing aThe Imitation Game
Tot i que la pel·lícula dirigida per Morten Tyldum i protagonitzada per Benedict Cumberbatch va rebre força bones crítiques tant per part del públic, com per part de la crítica (91% a Rotten Tomatoes i 7,2 a FilmAffinity), la cinta The Imitation Game també va generar gran polèmica entre diversos periodistes professionals per la caracterització de Turing a la pantalla gran. Les principals diferències que s'han trobat entre el caràcter de Turing representat al film, i el de la vida real, són les següents:
- Encara que Turing va ser descrit pels seus companys com una persona "excèntrica" i "maniàtica", mai va arribar al nivell de caracterització de la pel·lícula, en què se'l presenta com una mena de dèspota incapaç de relacionar-se amb les persones que l'envoltaven. De fet, segons les cròniques dels seus companys de treball, ell era una persona amb molt bon sentit de l'humor amb el qual es podia mantenir una relació d'amistat molt agradable.[53][54]
- Malgrat que Alan Turing es va veure clarament afectat per la mort d'un dels seus companys de classe, Christopher Morcom, a causa de tuberculosis, a la vida real ja havia estat advertit pels seus professors que aquest esdeveniment podia arribar a produir-se, mentre que a la pel·lícula és mostrat com quelcom sorprenent i inesperat.[55]
- La representació cinematogràfica de la relació matrimonial entre el personatge de Benedict Cumberbatch i la seva dona, anomenada Joan Clarke i interpretada per Keira Knightley, ha estat titllada pel mateix nebot de Turing de "romantitzada", en comparació amb la vida real.[54][56][57]
- Mentre que a la pel·lícula el personatge de Turing anomena a la màquina capacitada per desxifrar Enigma com "Christopher" (en relació amb l'amor platònic de la seva infància), a la realitat va ser anomenada "La bomba" i no existeix constància de res que afirmi el contrari.[54] A més a més, la primera versió en operatiu de "La bomba" va rebre posteriorment el nom de "Victory".[58]
- Pel que fa a la part d'espionatge en The Imitation Game, la cinta presenta a John Cairncross, un espia soviètic i possible "cinquè home" de l'Anell d'espies de Cambridge[59] que formava part de la unitat de criptografia encapçalada per Turing. Tanmateix, encara que Cairncross sí que treballés a la mateixa zona que Alan Turing durant la Segona Guerra Mundial (Bletchley Park), mai va formar part de la mateixa unitat que la del personatge de Cumberbatch. De fet, el mateix Cairncross va escriure en la seva autobiografia que era impossible que l'hagués conegut allà perquè "era impossible mantenir qualsevol tipus de contacte entre les diferents unitats existents, de forma que només coneixia als meus companys operacionals".[60] Així doncs, tota la subtrama a la cinta en què el personatge de Cairncross fa xantatge a Turing amenaçant-lo de revelar la seva identitat sexual si ell revela la seva identitat com a espia, és completament falsa.[61]
- Turing, al contrari del que es mostra la pel·lícula, mai va escriure una carta a Winston Churchill perquè li atorgués autoritat sobre els seus companys, ni tampoc va acomiadar a dos d'ells a causa d'una intervenció del primer ministre que mai es va arribar a produir.[62] Realment ho van fer quatre criptonanalistes de Bletchley Park per demanar més fons econòmics; desig que va ser concedit pel primer ministre, ja que dies abans havia pogut presenciar amb els seus propis ulls els progressos d'aquests científics. Curiosament, una de les persones que va firmar aquesta carta va ser Hugh Alexander, que més tard va calificar d'inhumana la representació del comportament de Turing a la cinta de Tyldum.[62]
- En una de les escenes de la pel·lícula, després que s'hagi esbrinat com trencar el codi d'Enigma, tant Turing com els seus companys d'unitat permeten que ocorri un atac nazi amb l'objectiu que els alemanys no sospitin que han desxifrat el seu codi. Durant aquest atac, un dels germans d'aquests treballadors mor i això suposa un punt inflexiu en la pel·lícula. No obstant això, aquest fet mai va arribar a produir-se, ja que, d'una banda, el personatge que pateix la mort del seu germà no en va tenir cap a la vida real, i d'altra banda, perquè les decisions que es prenien respecte "La bomba" no corresponien ni a Turing ni als seus companys.[54]
- Mentre que a la cinta es mostra com el personatge de Cumberbatch va perdent facultats psicològiques a causa del tractament hormonal, a la vida real va aconseguir conservar-les i va portar a terme importants avanços científics en el camp de la biologia matemàtica malgrat la seva castració química.[54][61]

## Reconeixement pòstum
El 23 de juny del 2001, es va inaugurar una estatua de Turing a Manchester. Està situada a Sackville Park, entre l'edifici de la Universitat de Manchester i la gay village del carrer del Canal. Coincidint amb el 50è aniversari de la seva mort, es va descobrir una placa commemorativa en el seu antic domicili, Hollymeade, a Wilmslow el 7 de juny del 2004.
La Association for Computing Machinery otorga anualment el Premi Turing a persones destacades per les seves contribucions tècniques al món de la informàtica. És l'equivalent al Premi Nobel en el món de la computació.
L'Institut Alan Turing va ser inaugurat per l'UMIST (Institut de Ciència i Tecnologia de la Universitat de Manchester) i la Universitat de Manchester l'estiu del 2004.
El 5 de juny de 2004 es va celebrar un esdeveniment commemoratiu de la vida i la obra de Turing a la Universitat de Manchester, organitzat pel British Logic Colloquium i la British Society for the History of Mathematics.
El 28 d'octubre de 2004 es va descobrir una estatua de bronze d'Alan Turing esculpida per John W. Mills a la Universitat de Surrey. L'estatua commemora el 50è aniversari de la mort de Turing. Representa a Turing transportant els seus llibres a través del campus.
El 23 de juny del 2012, dia en el qual es va commemorar el centenari del naixement de Turing, Google va presentar entre els seus habituals doodles una petita màquina de Turing capaç de comparar dues cadenes de caràcters binaris.
Una llegenda urbana assegura que el logotip d'Apple Computers (mossegada de la poma) rendeix homenatge a Turing i el seu suïcidi menjant una poma enverinada amb cianur. Fins i tot, l'arc de Sant Martí en el logo seria un homenatge a la seva homosexualitat. No obstant això, aquestes suposicions van ser contradites per Rob Janoff, creador del logo d'Apple, i, de fet, els colors ni tan sols es mostren en el mateix ordre que a la bandera de l'arc de Sant Martí, ja que aquesta va ser dissenyada dos anys més tard de la creació de la imatge.
Universitats de tot el món li han fet reconeixements de tota classe. El 2004, Saint Vincent i les Grenadines va emetre una sèrie de segells que commemorava els millors avenços del segle xx, i un dels segells mostrava una imatge de Turing sobre un fons d'uns i zeros, i la llegenda "1937: La teoria del càlcul digital d'Alan Turing".
El Relleu Turing és una carrera de relleus en sis etapes per camins a la vora del riu des d'Ely fins a Cambridge, i tornada. Turing feia servir aquests camins per córrer mentre era a Cambridge. El seu millor temps per la marató era de 2 hores, 46 minuts. En aquella època, el rècord mundial de marató era al voltant de 2 hores, 25 minuts.
L'any 2018 el Banc d'Anglaterra va decidir canviar l'aparença del bitllet de 50 lliures al per retratar a una figura important del món de la ciència, va començar un procés d'avaluació molt meticulós, on van avaluar un total de 227.299 nominacions i establiren una llista curta de 12 candidats. 49

Finalment, el 2019 el banc d'Anglaterra va anunciar que els nous bitllets de 50 lliures (en circulació a partir de 2021) portarien la imatge de Turing.

### Turing al cinema
- Al telefilme britànic dirigit per Alex Garland, Ex Machina (2015), que tracta de fer passar la prova de Turing a una androide amb intel·ligència artificial.
- Al telefilme britànic Breaking the Code (1996), en el qual Derek Jacobi apareix en el paper d'Alan Turing. És una adaptació de l'obra de teatre homònima de Hugh Whitemore, la qual es va estrenar l'any 1986.
- The Imitation Game (2014), dirigida per Morten Tyldum, amb Benedict Cumberbatch i Keira Knightley. Explica la vida del matemàtic Alan Turing i la seva decisiva influència a la Segona Guerra Mundial. En ella, s'explica com es van desxifrar els codis secrets de la complexa màquina Enigma que utilitzaven els nazis per a l'intercanvi de missatges.

## Traduccions al català
- Els ordinadors i la intel·ligència.  Santa Coloma de Queralt: Obrador Edèndum i Publicacions URV, 2009 (Punt Nodal; 2). ISBN 9788493759087. Traducció de Jordi Ainaud